# DJ Taylor
David Justin Taylor, meglio noto come DJ Taylor (Raleigh, 26 agosto 1997), è un calciatore statunitense, difensore del Minnesota Utd.

## Carriera

### Club
Cresciuto calcisticamente nella CASL Chelsea Academy e successivamente nel settore giovanile del North Carolina, nel 2015 è approdato in Europa agli spagnoli del Torre Levante, dove ha giocato nelle giovanili e con la prima squadra, militante nel campionato di Tercera División, la quarta divisione del campionato spagnolo. Nel gennaio 2017 si è trasferito al Buñol, sempre nella quarta divisione spagnola. Il 27 luglio successivo, fa ritorno negli Stati Uniti, tra le file del North Carolina. Il 16 febbraio 2021, viene acquistato dal Minnesota United, franchigia della MLS. Esordisce con la nuova maglia il 3 luglio successivo, nell'incontro pareggiato per 2-2 contro i San Jose Earthquakes. Realizza la sua prima rete in campionato il 22 maggio 2022, nella vittoria per 1-2 contro l'FC Dallas.

### Nazionale
Nel 2015, con la nazionale statunitense Under-18 ha preso parte alla Copa Chivas Tournament, competizione nella quale ha totalizzato due presenze e una rete.

## Statistiche

### Presenze e reti nei club
Statistiche aggiornate al 9 agosto 2022.
| Stagione              | Squadra               | Campionato            | Campionato | Campionato | Coppe nazionali | Coppe nazionali | Coppe nazionali | Coppe continentali | Coppe continentali | Coppe continentali | Altre coppe | Altre coppe | Altre coppe | Totale | Totale |
| Stagione              | Squadra               | Comp                  | Pres       | Reti       | Comp            | Pres            | Reti            | Comp               | Pres               | Reti               | Comp        | Pres        | Reti        | Pres   | Reti   |
| --------------------- | --------------------- | --------------------- | ---------- | ---------- | --------------- | --------------- | --------------- | ------------------ | ------------------ | ------------------ | ----------- | ----------- | ----------- | ------ | ------ |
| 2017                  | North Carolina        | NASL                  | 2          | 0          | USOC            | 0               | 0               |                    | -                  | -                  |             | -           | -           | 2      | 0      |
| 2018                  | North Carolina        | USL                   | 32         | 0          | USOC            | 3               | 0               |                    | -                  | -                  |             | -           | -           | 35     | 0      |
| 2019                  | North Carolina        | USLC                  | 33+1       | 0          | USOC            | 3               | 1               |                    | -                  | -                  |             | -           | -           | 37     | 1      |
| 2020                  | North Carolina        | USLC                  | 15         | 1          |                 | -               | -               |                    | -                  | -                  |             | -           | -           | 15     | 1      |
| Totale North Carolina | Totale North Carolina | Totale North Carolina | 82+1       | 1+0        |                 | 6               | 1               |                    | -                  | -                  |             | -           | -           | 89     | 2      |
| 2021                  | Minnesota Utd         | MLS                   | 8          | 0          |                 | -               | -               |                    | -                  | -                  |             | -           | -           | 8      | 0      |
| 2022                  | Minnesota Utd         | MLS                   | 17         | 1          | USOC            | 3               | 0               |                    | -                  | -                  |             | -           | -           | 20     | 1      |
| 2022                  | Minnesota United 2    | MNP                   | 2          | 0          |                 | -               | -               |                    | -                  | -                  |             | -           | -           | 2      | 0      |
| Totale carriera       | Totale carriera       | Totale carriera       | 110        | 2          |                 | 9               | 1               |                    | -                  | -                  |             | -           | -           | 119    | 3      |